# Copa Dominicana de Fútbol 2015
La Copa Dominicana de Fútbol 2015 fue la primera edición de dicha competición oficial organizada por la Federación Dominicana de Fútbol (FEDOFUTBOL). La Copa se realizó como un torneo de carácter abierto, o sea, que participaron equipos tanto profesionales como aficionados. Comenzó el 30 de octubre de 2015 y finalizó el 13 de diciembre del mismo año, cuando el Cibao FC se coronó campeón al derrotar al O&M FC.

## Equipos participantes

### Liga Dominicana de Fútbol
| Cibao FC | O&M FC |

### Aficionados
| Atlético FC       | Bob Soccer FC    | Campa FC              | Cibao Atlético |
| Club 6 de Febrero | Deportivo Cóndor | Dimport Inter FC      | El Bien FC     |
| Garrincha FC      | Herradura FC     | Los 30 de Villa Tapia | Realiste FC    |
| Salcedo FC        | UNEV FC          | Unión VPN FC          |                |

## Fase de grupos

### Grupo A
| Equipo       | Pts | PJ | PG | PE | PP | GF | GC | Dif |
| ------------ | --- | -- | -- | -- | -- | -- | -- | --- |
| O&M FC       | 9   | 3  | 3  | 0  | 0  | 7  | 0  | +7  |
| Garrincha FC | 4   | 3  | 1  | 1  | 1  | 4  | 5  | -1  |
| UNEV FC      | 4   | 3  | 1  | 1  | 1  | 3  | 4  | -1  |
| Atlético FC  | 0   | 3  | 0  | 0  | 3  | 1  | 6  | -5  |

| Fecha           | Estadio                | Local        | Resultado | Visitante    |
| --------------- | ---------------------- | ------------ | --------- | ------------ |
| 30 de octubre   | Olímpico Félix Sánchez | O&M FC       | 3 - 0     | Atlético FC  |
| 1 de noviembre  | Olímpico Félix Sánchez | Garrincha FC | 2 - 2     | UNEV FC      |
| 7 de noviembre  | Parque del Este        | Atlético FC  | 0 - 1     | UNEV FC      |
| 14 de noviembre | Olímpico Félix Sánchez | O&M FC       | 2 - 0     | UNEV FC      |
| 14 de noviembre | Parque del Este        | Atlético FC  | 1 - 2     | Garrincha FC |
| 19 de noviembre | Olímpico Félix Sánchez | O&M FC       | 2 - 0     | Garrincha FC |

### Grupo B
| Equipo           | Pts | PJ | PG | PE | PP | GF | GC | Dif |
| ---------------- | --- | -- | -- | -- | -- | -- | -- | --- |
| Bob Soccer FC    | 7   | 3  | 2  | 1  | 0  | 8  | 4  | +4  |
| Campa FC         | 6   | 3  | 2  | 0  | 1  | 12 | 6  | +6  |
| Dimport Inter FC | 4   | 3  | 1  | 1  | 1  | 8  | 4  | +4  |
| El Bien FC       | 0   | 3  | 0  | 0  | 3  | 0  | 14 | -14 |

| Fecha           | Estadio      | Local            | Resultado | Visitante        |
| --------------- | ------------ | ---------------- | --------- | ---------------- |
| 1 de noviembre  | Panamericano | Campa FC         | 6 - 0     | El Bien FC       |
| 6 de noviembre  | Panamericano | Dimport Inter FC | 1 - 1     | Bob Soccer FC    |
| 8 de noviembre  | Panamericano | Campa FC         | 3 - 2     | Dimport Inter FC |
| 15 de noviembre | Panamericano | El Bien FC       | 0 - 5     | Dimport Inter FC |
| 15 de noviembre | Panamericano | Campa FC         | 3 - 4     | Bob Soccer FC    |
| 18 de noviembre | Panamericano | El Bien FC       | 0 - 3     | Bob Soccer FC    |

### Grupo C
| Equipo           | Pts | PJ | PG | PE | PP | GF | GC | Dif |
| ---------------- | --- | -- | -- | -- | -- | -- | -- | --- |
| Cibao FC         | 12  | 4  | 4  | 0  | 0  | 24 | 2  | +22 |
| Salcedo FC       | 5   | 4  | 1  | 2  | 1  | 8  | 7  | +1  |
| Unión VPN FC     | 5   | 4  | 1  | 2  | 1  | 5  | 4  | +1  |
| Realiste FC      | 3   | 4  | 0  | 3  | 1  | 4  | 7  | -3  |
| Deportivo Cóndor | 1   | 4  | 0  | 1  | 3  | 1  | 22 | -21 |

| Fecha           | Estadio             | Local        | Resultado | Visitante        |
| --------------- | ------------------- | ------------ | --------- | ---------------- |
| 30 de octubre   | Olímpico de La Vega | Unión VPN FC | 3 - 0     | Deportivo Cóndor |
| 30 de octubre   | Salcedo             | Salcedo FC   | 1 - 1     | Realiste FC      |
| 1 de noviembre  | Cibao FC            | Cibao FC     | 4 - 1     | Realiste FC      |
| 1 de noviembre  | Olímpico de La Vega | Unión VPN FC | 1 - 1     | Salcedo FC       |
| 6 de noviembre  | La Barranquita      | Realiste FC  | 1 - 1     | Deportivo Cóndor |
| 6 de noviembre  | Cibao FC            | Cibao FC     | 5 - 1     | Salcedo FC       |
| 8 de noviembre  | Jarabacoa           | Unión VPN FC | 1 - 1     | Realiste FC      |
| 8 de noviembre  | Cibao FC            | Cibao FC     | 13 - 0    | Deportivo Cóndor |
| 15 de noviembre | Cibao FC            | Cibao FC     | 2 - 0     | Unión VPN FC     |
| 15 de noviembre | Salcedo             | Salcedo FC   | 5 - 0     | Deportivo Cóndor |

### Grupo D
| Equipo                | Pts | PJ | PG | PE | PP | GF | GC | Dif |
| --------------------- | --- | -- | -- | -- | -- | -- | -- | --- |
| Cibao Atlético        | 7   | 3  | 2  | 1  | 0  | 6  | 3  | +3  |
| Herradura FC          | 4   | 3  | 1  | 1  | 1  | 7  | 7  | 0   |
| Club 6 de Febrero     | 3   | 3  | 0  | 3  | 0  | 5  | 5  | 0   |
| Los 30 de Villa Tapia | 1   | 3  | 0  | 1  | 2  | 3  | 5  | -2  |

| Fecha           | Estadio        | Local                 | Resultado | Visitante             |
| --------------- | -------------- | --------------------- | --------- | --------------------- |
| 31 de octubre   | Leonel Plácido | Club 6 de Febrero     | 1 - 1     | Los 30 de Villa Tapia |
| 31 de octubre   | Cibao FC       | Cibao Atlético        | 3 - 2     | Herradura FC          |
| 7 de noviembre  | Villa Tapia    | Los 30 de Villa Tapia | 1 - 2     | Herradura FC          |
| 7 de noviembre  | Leonel Plácido | Club 6 de Febrero     | 1 - 1     | Cibao Atlético        |
| 14 de noviembre | Cibao FC       | Cibao Atlético        | 2 - 1     | Los 30 de Villa Tapia |
| 14 de noviembre | La Barranquita | Herradura FC          | 3 - 3     | Club 6 de Febrero     |

## Fase Final
|  | Cuartos de final     | Cuartos de final     |               |          | Semifinales                                   | Semifinales                                   | Semifinales                                   |  |          | Final           | Final           |  |
|  | 21 y 22 de noviembre | 21 y 22 de noviembre |               |          | 29 de noviembre (Ida) 6 de diciembre (Vuelta) | 29 de noviembre (Ida) 6 de diciembre (Vuelta) | 29 de noviembre (Ida) 6 de diciembre (Vuelta) |  |          | 13 de diciembre | 13 de diciembre |  |
|  |                      |                      |               |          |                                               |                                               |                                               |  |          |                 |                 |  |
|  |                      |                      |               |          |                                               |                                               |                                               |  |          |                 |                 |  |
|  | Cibao FC             | 12                   |               |          |                                               |                                               |                                               |  |          |                 |                 |  |
|  | Cibao FC             | 12                   |               |          |                                               |                                               |                                               |  |          |                 |                 |  |
|  | Herradura FC         | 2                    |               |          |                                               |                                               |                                               |  |          |                 |                 |  |
|  | Herradura FC         | 2                    |               | Cibao FC | 2                                             | 5                                             |                                               |  |          |                 |                 |  |
|  |                      |                      |               | Cibao FC | 2                                             | 5                                             |                                               |  |          |                 |                 |  |
|  |                      |                      | Salcedo FC    | 1        | 0                                             |                                               |                                               |  |          |                 |                 |  |
|  | Cibao Atlético       | 2                    | Salcedo FC    | 1        | 0                                             |                                               |                                               |  |          |                 |                 |  |
|  | Cibao Atlético       | 2                    |               |          |                                               |                                               |                                               |  |          |                 |                 |  |
|  | Salcedo FC           | 3                    |               |          |                                               |                                               |                                               |  |          |                 |                 |  |
|  | Salcedo FC           | 3                    |               |          |                                               |                                               |                                               |  | Cibao FC | 3               |                 |  |
|  |                      |                      |               |          |                                               |                                               |                                               |  | Cibao FC | 3               |                 |  |
|  |                      |                      | O&M FC        | 1        |                                               |                                               |                                               |  |          |                 |                 |  |
|  | O&M FC               | 2                    | O&M FC        | 1        |                                               |                                               |                                               |  |          |                 |                 |  |
|  | O&M FC               | 2                    |               |          |                                               |                                               |                                               |  |          |                 |                 |  |
|  | Campa FC             | 0                    |               |          |                                               |                                               |                                               |  |          |                 |                 |  |
|  | Campa FC             | 0                    |               | O&M FC   | 1                                             | 1                                             |                                               |  |          |                 |                 |  |
|  |                      |                      |               | O&M FC   | 1                                             | 1                                             |                                               |  |          |                 |                 |  |
|  |                      |                      | Bob Soccer FC | 0        | 0                                             |                                               |                                               |  |          |                 |                 |  |
|  | Bob Soccer FC        | 4                    | Bob Soccer FC | 0        | 0                                             |                                               |                                               |  |          |                 |                 |  |
|  | Bob Soccer FC        | 4                    |               |          |                                               |                                               |                                               |  |          |                 |                 |  |
|  | Garrincha FC         | 0                    |               |          |                                               |                                               |                                               |  |          |                 |                 |  |
|  | Garrincha FC         | 0                    |               |          |                                               |                                               |                                               |  |          |                 |                 |  |
|  |                      |                      |               |          |                                               |                                               |                                               |  |          |                 |                 |  |

|                             |
| Cibao FC Campeón 1.° título |

## Estadísticas

### Máximos goleadores
| Pos. | Jugador              | Goles | Club               |
| ---- | -------------------- | ----- | ------------------ |
| 1    | Jonathan Faña        | 15    | Cibao FC           |
| 2    | Domingo Peralta      | 8     | Cibao FC           |
| 3    | Rubén Leonardo Díaz  | 4     | Campa FC           |
| 3    | Julián Reyes         | 4     | Universidad O&M FC |
| 3    | Aitor Ramírez        | 4     | Cibao FC           |
| 3    | Juan Carlos Almánzar | 4     | Cibao Atlético     |
| 3    | Estefano Rosse       | 4     | Salcedo FC         |